# 柴田獅子
柴田 獅子（しばた れお、2006年4月18日 - ）は、福岡県飯塚市出身のプロ野球選手（投手）。右投左打。北海道日本ハムファイターズ所属。

## 経歴
飯塚市立庄内小学校で2年生の時に野球を始め、飯塚市立庄内中学校在学時は硬式野球のクラブチームである飯塚レパーズでプレーした。
福岡大学附属大濠高等学校に進学し、2年秋からエースを務めた。3年夏の福岡大会はエース・4番打者として臨み決勝まで勝ち進んだが、西日本短大付に敗れ、3年間で甲子園大会出場はなかった。1学年上に藤田悠太郎、2学年上に山下恭吾がいた。
プロ野球ドラフト会議において、宗山塁の1位指名抽選を外した北海道日本ハムファイターズと福岡ソフトバンクホークスから1位指名され、抽選の結果、日本ハムが交渉権を獲得。11月12日、契約金1億円、年俸880万円で入団に合意した（金額は推定）。背番号は31。担当スカウトは石本努。

## 選手としての特徴・人物
最速154km/hのストレートにカーブ、スライダー、フォークを交える。打者としても高校通算19本塁打を記録した。
「獅子」という名前は、祖父が埼玉西武ライオンズのファンだったことに由来する。
高校の同級生にバスケットボール選手の渡邉伶音がおり、3年間同じクラスで仲も良かったという。

## 詳細情報

### 記録

#### 初記録
投手記録
- 初登板・初先発登板：2025年7月26日、対千葉ロッテマリーンズ13回戦（エスコンフィールドHOKKAIDO）、3回無失点で勝敗つかず[11]
- 初奪三振：同上、2回表に山本大斗から空振り三振[11]

### 背番号
- 31（2025年[6] - ）